# Bisdom San Diego
Het bisdom San Diego (Latijn: Dioecesis Sancti Didaci, Engels: Diocese of San Diego, Spaans: Diócesis de San Diego) is een rooms-katholiek bisdom in de Verenigde Staten. Het bisdom is suffragaan aan het aartsbisdom Los Angeles. Het omvat heel San Diego County en Imperial County in Zuid-Californië met een katholieke bevolking van ongeveer 1,4 miljoen.
Het bisdom werd opgericht in 1936.

## Bisschoppen
- Charles Francis Buddy (1936-1966)
- Francis James Furey (1966-1969)
- Leo Thomas Maher (1969-1990)
- Robert Henry Brom (1990-2013)
- Cirilo Bustamante Flores  (2013-2014)
- Robert McElroy (2015- )